# 94 Pułk Artylerii Obrony Przeciwlotniczej
94 Pułk Artylerii OPL (94 pa OPL) – oddział artylerii przeciwlotniczej OPL Ludowego Wojska Polskiego.
94 Pułk Artylerii OPL został sformowany na podstawie rozkazu Nr 025/Org. Ministra Obrony Narodowej z dnia 3 marca 1951 roku, w terminie do dnia 1 maja 1951 roku, według etatu Nr 8/11 o stanie 947 wojskowych i 35 pracowników kontraktowych.
Pułk stacjonował w garnizonie Warszawa, w koszarach na Bielanach i wchodził w skład 9 Dywizji Artylerii OPL, której zadaniem była obrona przeciwlotnicza stolicy. Pułk był jednostką artylerii przeciwlotniczej średniego kalibru wyposażoną w 85 mm armaty przeciwlotnicze wzór 1939 (KS-12).
Wiosną 1960 roku pułk został rozformowany. Na bazie 87 i 94 pa OPL zostały utworzone cztery dywizjony ogniowe OPL (2-5) i jeden dywizjon techniczny (1).